# Vertragskassennummer
Die Vertragskassennummer der Kassenärztlichen Vereinigungen (kurz VKNR) identifiziert Krankenkassen für Abrechnungszwecke. Rechtliche Grundlage hierfür ist § 15 der 1. Änderung des Vertrages über den Datenaustausch auf Datenträgern (Anlage 6 des Bundesmantelvertrages Ärzte vom 1. Juli 2018).
Die VKNR ist wie folgt aufgebaut:
- 1. und 2. Stelle: Nummer der KV-Abrechnungsstelle
- 3. bis 5. Stelle: Seriennummer der Krankenkasse innerhalb der Kassenart